# 霊長類学
霊長類学（れいちょうるいがく、英語: primatology）は、ヒト以外の霊長類を対象とした学際分野のことである。霊長類学の研究者は動物行動学、生態学、遺伝学、心理学、文化研究、社会学などと方法論を一致し、研究手法についてとくに決まったやり方があるわけではない。人間を理解するための外群として人類学のサブカテゴリーなのか、生物学という総体の中におけるサブカテゴリーとして霊長類学が人類学を内包するのかについては、研究者のスタンスに依存する。また霊長類学は必ずしも自然科学に限定されるわけではない。自然人類学や古人類学とも混交している。この分野の研究は薬理的、外科的実験を伴う解剖学的研究、野生状態での行動や生態に及ぶ。また比較心理学、比較認知科学、動物心理学や言語の起源の研究でも中心的な役割を果たしている。これらの研究は現生人類や人類の進化の理解に大きく貢献している。

## 霊長類学の分類
霊長類学は、いくつもの異なる学問的背景から形成された。実際、その研究は、地域によって、方法によって、また霊長類を研究する手法・霊長類との関係によって異なる。霊長類の研究は19世紀始めにヨーロッパで生理学、医学の実験動物として始まり、19世紀半ばには比較解剖学研究が進んだ。霊長類の比較解剖学を発展させた著名な人物の一人がトマス・ヘンリー・ハクスリーである。
霊長類生態学・霊長類行動学には大きく分けて2つのルーツがある。一般的な生態学から続く系統と、動物心理学や動物社会学から続く系統である。前者は後に社会生態学的な研究と結びつき欧米で強く支持された。後者はイエール大学のロバート・ヤーキーズの心理学的な研究とそのもとにいたC.R.カーペンターが指導した野生霊長類研究から発展し、一時的には擬人主義排除の風潮によって廃れたが、今西錦司によって復活し、相互行為や社会構造を元に系統比較を重視する研究で、日本の研究者によって進められた。
現在どちらにせよ、生態的な資料を重視することや、刺青ではなく命名したうえでの個体識別法は多くの研究で採用されている。

## 霊長類生態学

### 欧米の霊長類生態学
霊長類の生態の研究は20世紀初頭に始まった。ロバート・ヤーキーズは1910年代に霊長類研究所を作り、飼育下の霊長類の行動を研究した。ヤーキーズの弟子に当たるカーペンター、ヘンリー・ニッセン、ハロルド・ビンガムらは野生霊長類の調査のため東南アジアやアフリカに送られた。人類学者アーネスト・フートンと教え子シャーウッド・ウォッシュバーンも野生類人猿の研究を行った。しかし彼らの研究は第二次世界大戦の勃発によって中断した。
戦後の1956年にE.O.ウィルソンの大学院生であったスチュアート・アルトマンはいち早く研究を再開した一人である。アルトマンはサルの行動の頻度を統計的に記録した。1958年にはシカゴ大学のウォッシュバーンとその学生のアーヴィン・デヴォアがアフリカでヒヒの研究を始めた。1960年にはルイス・リーキーの指導の下ジェーン・グドールがゴンベでチンパンジーの観察を始め、1963年にダイアン・フォッシーがカバラでゴリラの観察を、1971年にはボルネオでビルーテ・ガルディカスがオランウータンの調査を始めた。グドールはチンパンジーにも個性があることや、戦争と呼べるような集団間の闘争を発見したが、非常に擬人的であったために報告が受け入れられるには時間がかかった。リーキーやウォッシュバーンは類人猿の行動を詳細に研究することは人類の進化の解明に繋がると期待していた。スチュアートと夫人のジーン・アルトマンは1971年からアンボセリ国立公園でヒヒの生態の研究を本格化させた。ジーン・アルトマンは特に、観察者バイアスを排除するために全ての個体を均等に観察するランダムサンプリング法を考案し、これは現在でも個体群生態観察の標準となっている。1974年にはドュボワの大学院生であったサラ・ハーディが、10年前に杉山幸丸が発見した子殺しの再調査のためにインドのアブ山を訪れ、それが異常行動ではないことを確認した。ハーディは子殺しの性的対立説を唱え、メスの対抗適応を発見し論争を引き起こした。
初期研究において、欧米の研究者は自然環境における適応は社会構造を速やかに移行させるのであるという生態決定論的な社会進化を構想していた。しかし現在ではより系統的慣性を重視した社会構造論に移りつつある。

### 日本の霊長類生態学

#### 起源
日本の霊長類学は、1947年に今西錦司が行った都井岬の半野生馬である御崎馬の研究がきっかけである。偶然であるが、ここに野生のニホンザルがすんでおり、馬と同時にサルも研究対象になった。今西は1950年には霊長類の研究グループを発足させ、1952年に幸島の餌付けによって進展した。今西は、御崎馬の研究において、個体識別して、すべての馬に名前をつけていたが、この方法はサルにも適用され、日本の霊長類研究の方法的特徴の一つになった。

#### 理論
1980年代までの日本の霊長類学は、霊長類の社会構造とその系統性に重点を置く傾向がある。霊長類を研究することにより、人間性の起源についての進化論的・歴史的見地が得られると考えられていた。より生態学的な見地を重視する欧米と逆であった。
河合雅雄は、研究に共感法を導入した。これは、信頼に足る科学的知識を得る方法は、相互交流を通じ、人格的な接触を通じて対象と生活をともにすることを推論の端初とする方法論である。この用語を使うのは河合に限られるが、その思想は日本の霊長類研究の基礎にある。
日本の霊長類学者は1950年代には岡崎動物園で、人間以外の実例では初めてとなるニホンザルの近親性交回避が存在することを発見した。また血縁性と社会構造の関係、杉山幸丸によるハヌマンラングールの子殺しの発見など重要な発見を世界に先駆けて行った。
こういった初期の日本の霊長類学の基盤となったのは、今西のカルチュアとその継承性についての議論である。2000年以降、道具使用や学習についての議論など、再び霊長類の文化研究が脚光を浴びているが、今西は「人間性の進化」(1952)において既に、人間以前の文化について指摘していた。
もっとも、杉山は初期の霊長類学者はサルの社会や行動、心理の記述に注視し理論的な分析にはあまり関心をむけなかったと述べ、西田利貞の元で霊長類学を学んだ長谷川寿一は、1970年以前の霊長類学は「世界に冠たる」と形容されてはいたが根幹となるグランドセオリーが無く、それは1970年代末から1980年代にかけて欧米に大きく遅れて社会生物学が導入されたことで補われたと述べた。西田は社会生物学の適応主義アプローチが仮説構築を容易にするために1980年代以降研究が急速に発展したことを認める一方、適応戦略論に偏りがちなことを今後の課題に挙げている。長谷川寿一の評価は、理論の概念を遺伝子増殖を進化ゲームとして分析することのみに限定しており、自己の研究分野およびアメリカ流の行動生態学ないし生物社会学の観点に偏っている。

### 方法
1940年代、社会学に置いても個人というものはさほど重視されていなかった。ヤーキーズは、個体の属性（性別・年齢・集団内の位置）や個性についての議論が必要であると考え、個体識別のために刺青や顔の識別を行った。今西錦司以後の日本の霊長類研究では、個体識別するばかりでなく、すべての個体に名前をつけることにより、個体間の相互作用などを具体的に研究する道を開いた。心理学的研究は、個体の反応などに焦点が当りやすいが、今西錦司は群れ中心的な社会行動に焦点を当てることを強調していた。
集団また、研究者の集団が霊長類の同じ集団を何年も観察し、人口動態や社会史、ライフヒストリーについての詳細な情報を得ることで種間、種内地域集団間についての比較社会学を可能にしている。
日本の霊長類研究は、共感法を許容し、反擬人主義にも懐疑的だった。ジェーン・グドールのチンパンジー研究は、共感による理解を方法としていたため、伝統的な行動研究者たちからは非難を受けた。日本の霊長類研究は、客観的な観察を基本としていたが、観察対象の豊かな相互関係に注目して、黒田末寿の『人類進化再考』(以文社、1999)のような研究を生み出した。黒田は、「従来の人類進化論や霊長類学の多くの議論は、食物分配の経済性、繁殖上の有利さおよび共同体の発達との関連を指摘するだけで、食物分配という行為の社会的な意義を視野に入れていない。」と批判している。

### 成果

#### 食物の分与
食物の分与は、ニホンザルではけっしてみられない。しかし、チンパンジー属(チンパンジーとボノボ)では、食物の分与が見られる。これは価値ある食物が個体間を動くという意味で、霊長類の中でも特異な行動であるが、これはものの配分と交換という人間経済の原初的形態であると考えられる。
この分与は、上位個体による下位個体の所有物の略奪ではなく、平等原理(伊谷純一郎)に基づくものであり、下位個体が上位個体から許可を得て分与されることがしばしば起こる。黒田末寿の観察によれば、ボノボでは、集団内順位が高いものほど、いやいやながらもより気前良く分与する傾向が見られるという。

## 著名な霊長類学者

### 欧米
- ロバート・ハインド
- フランス・ドゥ・ヴァール
- ジェーン・グドール
- リチャード・ランガム
- ロバート・セイファース
- ドロシー・チェイニー
- マイケル・トマセロ

### 日本
- 今西錦司
- 伊谷純一郎
- 川村俊蔵
- 徳田喜三郎
- 宮地伝三郎
- 河合雅雄
- 伊澤紘生
- 加納隆至
- 西田利貞
- 杉山幸丸
- 松沢哲郎
- 山極寿一
- 高畑由起夫
- 中川尚史